# Брет Баєр
Вільям Брет Ба́єр (англ. William Bret Baier, [ˈbeɪər] BAY-ər; нар. 4 серпня 1970, Рамсон, Нью-Джерсі, США) — американський журналіст і ведучий «Special Report with Bret Baier» на Fox News Channel, а також головний ведучий політичних новин Fox. Працював головним кореспондентом мережі в Білому домі та кореспондентом Пентагону.

## Ранні роки
Народився в Рамсоні, штат Нью-Джерсі, в сім'ї змішаного німецького й ірландського походження. Як католик навчався у приватній римо-католицькій школі в Атланті, штат Джорджія, яку закінчив 1988 року. 1992 року здобув ступінь бакалавра політології та англійської мови в Університеті Депоу в Грінкаслі, Індіана. У студентські роки був членом братства Sigma Chi.

## Кар'єра
Телевізійну кар'єру розпочав на місцевій станції WJWJ TV16 на Гілтон-Гед-Айленді, штат Південна Кароліна, потім приєднатися до WRAL-TV, на той час — до філії CBS у Ролі, штат Північна Кароліна. 1998 року надіслав касету прослуховування на Fox News і йому запропонували місце в Атланті.
11 вересня 2001 року приїхав з Джорджії до Арлінгтона, штат Вірджинія для висвітлення атаки на Пентагон. Його призначили кореспондентом мережі в Пентагоні, посаду, яку він обіймав протягом п'яти років і здійснив 11 поїздок до Афганістану та 13 поїздок до Іраку.
2007 року призначений кореспондентом Fox News у Білому домі, висвітлюючи діяльність президентської адміністрації Джорджа Буша. Восени 2007 року почав замінювати ведучого Брита Г'юма.

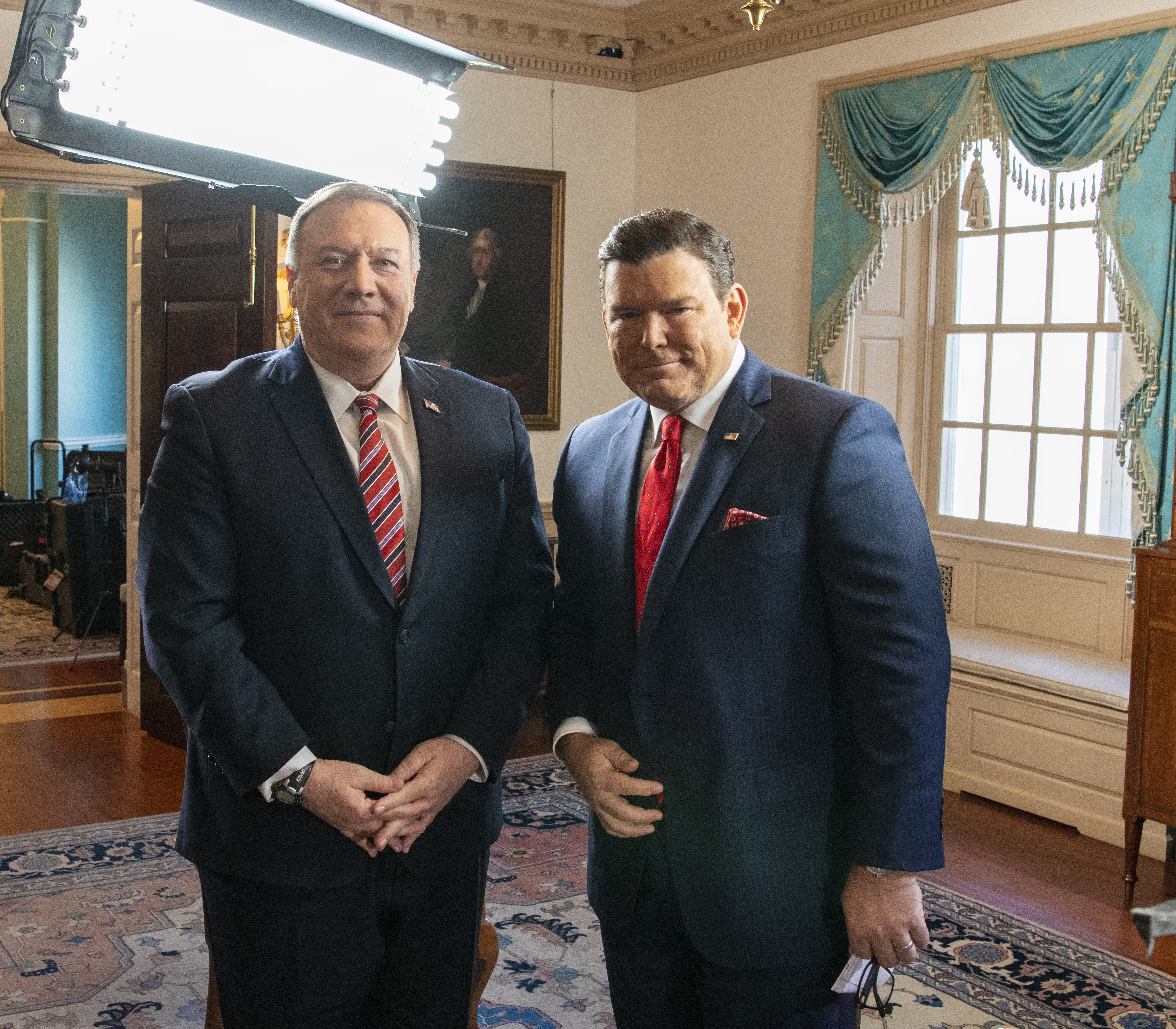
Баєр (праворуч) з держсекретарем Майком Помпео, 2020 рік

23 грудня 2008 року Г'юм востаннє вів своє шоу та оголосив, що Баєр замінить його. Став постійним ведучим 5 січня 2009 року.
В електронному листі незабаром після президентських виборів у США 2020 року стверджував, що Fox має відмовитися від свого прогнозу про перемогу Джо Байдена в штаті Аризона. Баєр хвилювався, що прогноз, який виявився точним, може настільки засмутити глядачів Fox, що вони покинуть мережу.
У жовтні 2021 року рекламував свою нову книгу «To Rescue the Republic: Ulysses S. Grant, the Fragile Union, and the Crisis of 1876» на «The Late Show» зі Стівеном Колбером.
У червні 2023 року брав інтерв'ю у колишнього президента США Дональда Трампа. У цьому інтерв'ю Баєр тиснув на Трампа щодо його відмови повернути секретні документи, запитував його, чому ображав людей, яких сам найняв, і заперечував його неодноразові заяви про те, що вибори 2020 року були вкрадені, в один момент сказавши йому: «Ти програв вибори 2020 року». За інтерв'ю Баєра відверто хвалили.
У серпні 2023 року разом з Мартою Маккаллум виступив модератором перших дебатів на первинних виборах Республіканської партії. Дебати переглянули близько 12,8 мільйона глядачів.
У вересні 2023 року взяв інтерв'ю у наслідного принца Саудівської Аравії Мухаммеда ібн Салмана в Сіндалі, Саудівська Аравія.
У жовтні 2023 року планував провести дискусію між кандидатами, які змагаються замінити колишнього спікера Палати представників Кевіна Маккарті. Після його усунення представники Кевін Герн, Джим Джордан і Стів Скаліс планували приєднатися до Баєра, щоб оприлюднити свою справу для керівництва Палати представників у спеціальному звіті. Однак плани провалилися після того, як інші республіканці Палати представників розлютилися, назвавши це «жахливою ідеєю» та «відволіканням».
У лютому 2024 року відвідав Україну задля інтерв'ю з президентом Володимиром Зеленським про російське вторгнення в Україну. Це було перше інтерв'ю Зеленського на передовій війни. В інтерв'ю Зеленський назвав інтерв'ю Такера Карлсона з Володимиром Путіним «двогодинною дурницею» та виступив за додаткову допомогу Заходу Україні.
16 жовтня 2024 року зустрівся з кандидатом у президенти від Демократичної партії Камалою Гарріс на Fox News для її першого інтерв'ю в цій мережі. Про інтерв'ю відгукнулися як «суперечливе» та «палке», причому Баєр часто перебивав Гарріс, й обидва говорили одночасно. «Войовниче інтерв'ю Баєра привернуло в середньому 7,8 мільйона глядачів… згідно з даними Nielsen» і отримало «9,2 мільйона глядачів».

## Визнання
Ушанований численними нагородами за свою роботу. 2016 року отримав нагороду Кеннета Й. Томлінсона за видатну журналістику від Програми журналістських стипендій Роберта Новака. 2017 року отримав нагороду Сола Тайшоффа за видатні досягнення в мовній журналістиці від Національного фонду преси та премію Urbino Press від муніципалітету Урбіно.

## Особисте життя
У молодості служив вівтарним дружинником, сповідує католицизм і відвідує католицьку церкву Святої Трійці в Джорджтауні.
З дружиною Емі має двох синів, Деніела та Пола. Пол народився з вадами серця, і перед операцією дитині 2008 року президент Джордж Буш запросив Баєра з дружиною та сином в Овальний кабінет і попросив лікаря Білого дому повідомити йому про динаміку здоров'я. 2009 року братство Sigma Chi назвало Баєра «Визначним знаком».
Грав у гольф з Дональдом Трампом і був гостем на його курорті Мар-а-Лаго.

## Праці
- Special Heart: A Journey of Faith, Hope, Courage and Love (2014) ISBN 9781455583638
- Three Days in January: Dwight Eisenhower's Final Mission (2017) ISBN 9780062569035
- Three Days in Moscow: Ronald Reagan and the Fall of the Soviet Empire (2018) ISBN 9780062748362
- Three Days at the Brink: FDR's Daring Gamble to Win World War II (2019) ISBN 9780062905680
- To Rescue the Republic: Ulysses S. Grant, the Fragile Union, and the Crisis of 1876 (2021) ISBN 9780063039544
- To Rescue the Constitution: George Washington and the Fragile American Experiment (2023) ISBN 9780063039582